# Mistrovství Evropy v boxu žen 2006
V. mistrovství Evropy žen v boxu proběhlo v Varšavěu, Polsko ve dnech 4. až 10. září 2006. Organizátorem turnaje mistrovství Evropy byla European Amateur Boxing Association (EABA).

## Česká stopa
Na mistrovství Evropy startovaly za Česko 4 boxerky:
- −54 kg: Arleta Krausová (* 1980) z SK Boxing Praha
- −60 kg: Danuše Dilhofová (* 1978) z SK Lady Box Brno
- −63 kg: Tereza Lukešová (* 1986) z Box Plzeň
- −70 kg: Martina Schmoranzová (* 1987) z SKS Box Kladno

## Výsledky
| Ženy   | Zlato                    | Stříbro                      | Bronz                      | Bronz                      |
| ------ | ------------------------ | ---------------------------- | -------------------------- | -------------------------- |
| –46 kg | Steluța Duțăová (ROU)    | Ewelina Pękalská (POL)       | Svetlana Gněvanovová (RUS) | Valeria Calabreseová (ITA) |
| –48 kg | Olesija Gladkovová (RUS) | Monika Csiková (HUN)         | Jenny Hardingsová (SWE)    | Gülseda Başıbütünová (TUR) |
| –50 kg | Hasibe Erkoçová (TUR)    | Viktorija Usačenková (RUS)   | Lidia Ionová (ROU)         | Valeria Imbrognová (ITA)   |
| –52 kg | Sümeyra Kayaová (TUR)    | Saliha Ouchenová (FRA)       | Jagoda Kargeová (POL)      | Maarit Teuronenová (FIN)   |
| –54 kg | Kari Jensenová (NOR)     | Karolina Michalczuková (POL) | Ljudmila Hrycajová (UKR)   | Sofija Očigavaová (RUS)    |
| –57 kg | Jelena Karpačovová (RUS) | Dina Burgerová (SUI)         | Myriam Dellalová (FRA)     | Ingrid Egnerová (NOR)      |
| –60 kg | Kathleen Taylorová (IRL) | Taťjana Čalá (RUS)           | Anna Kasprzaková (POL)     | Gülsüm Tatarová (TUR)      |
| –63 kg | Vinni Skovgaardová (DEN) | Julija Němcovová (RUS)       | Kinga Siwá (POL)           | Saida Hasanovová (UKR)     |
| –66 kg | Aya Cissoková (FRA)      | Oleksandra Kozlanová (UKR)   | Karolina Koszelová (POL)   | Irina Potějevová (RUS)     |
| –70 kg | Olga Slavinská (RUS)     | Natalija Ostroumovová (ISR)  | Klara Svenssonová (SWE)    | Martina Schmoranzová (CZE) |
| –75 kg | Marija Javorská (RUS)    | Olha Novikovová (UKR)        | Anita Duczaová (HUN)       | Mia Etelapeltová (FIN)     |
| –80 kg | Beata Małeková (POL)     | Galina Ivanovová (RUS)       | Iryna Komarová (UKR)       | Selma Yağcıová (TUR)       |
| –86 kg | Mária Kovácsová (HUN)    | Şemsi Yaralıová (TUR)        | Adriana Hossuová (ROU)     | Albina Vaskejkinová (RUS)  |

## Medailová bilance
V boxu se rozdělilo celkem 13 sad medailí.
| Pořadí | Stát            |       | Ženy    | Ženy  | Ženy | Celkem |
| Pořadí | Stát            | Zlato | Stříbro | Bronz |      | Celkem |
| ------ | --------------- | ----- | ------- | ----- | ---- | ------ |
| 1.     | Rusko (RUS)     |       | 4       | 4     | 4    | 12     |
| 2.     | Turecko (TUR)   |       | 2       | 1     | 3    | 6      |
| 3.     | Polsko (POL)    |       | 1       | 2     | 4    | 7      |
| 4.     | Francie (FRA)   |       | 1       | 1     | 1    | 3      |
| 4.     | Maďarsko (HUN)  |       | 1       | 1     | 1    | 3      |
| 6.     | Rumunsko (ROU)  |       | 1       | 0     | 2    | 3      |
| 7.     | Norsko (NOR)    |       | 1       | 0     | 1    | 2      |
| 8.     | Dánsko (DEN)    |       | 1       | 0     | 0    | 1      |
| 8.     | Irsko (IRL)     |       | 1       | 0     | 0    | 1      |
| 10.    | Ukrajina (UKR)  |       | 0       | 2     | 3    | 5      |
| 11.    | Izrael (ISR)    |       | 0       | 1     | 0    | 1      |
| 11.    | Švýcarsko (SUI) |       | 0       | 1     | 0    | 1      |
| 13.    | Finsko (FIN)    |       | 0       | 0     | 2    | 2      |
| 13.    | Itálie (ITA)    |       | 0       | 0     | 2    | 2      |
| 13.    | Švédsko (SWE)   |       | 0       | 0     | 2    | 2      |
| 16.    | Česko (CZE)     |       | 0       | 0     | 1    | 1      |
| Celkem | Celkem          |       | 13      | 13    | 26   | 52     |